# Заворушення в Одесі (1960)
Заворушення в Одесі 18 грудня 1960 року — масові заворушення на Молдаванці, що виникли через невдоволення одеситів рівнем забезпечення основними продуктами. Основні події розгорнулись на розі вулиць Мізікевича та Іванова (нині: Степова та Дальницька).
За словами очевидців подій, іскрою до бунту став конфлікт в місцевому гастрономі між продавцем та нетверезим покупцем-солдатом. Конфлікт зібрав багато спостерігачів і переріс в сутички з міліцією, в результаті яких один з міліціонерів отримав ножові поранення.
Надвечір число бунтівників значно збільшилася — до кількох сотень людей. Було розгромлено та пограбовано кілька магазинів.
Для придушення заворушень були задіяні курсанти міліції та озброєні автоматами військові, після чого бунт ущух.
Під час заворушень лунали антирадянські та антикомуністичні гасла.